# Helly Luv
Helan Abdulla (nascida a 16 de novembro de 1988), conhecida pelo nome artístico Helly Luv, é um cantora, dançarina, coreográfa, atriz e modelo de origem curda. Ficou conhecida pelo single "Risk It All", lançado em 2014, cujo videoclipe lhe rendeu diversas ameaças de morte do Estado Islâmico do Iraque e do Levante.

## Biografia
Helly nasceu em Úrmia, na região do Curdistão iraniano. Seus pais fugiam da guerra no Iraque e, após nascer no vizinho Irã, ela foi levada para um campo de refugiados na Turquia. Após seguirem para a Finlândia, adquiriram a cidadania do país e Helly cresceu segura, podendo estudar música e dança.
Em 2006, aos 18 anos, Helly foi para os Estados Unidos, tentar iniciar uma carreira como cantora. Depois de alguns anos deprimentes em Los Angeles, onde viu “o lado mau da indústria da música”, Luv foi finalmente descoberta pelo produtor Los da Mystro, vencedor de Grammys e conhecido por seu trabalho com Rihanna e Beyoncé. 
Em 2013, ela assinou um contrato com a G2 Music Group e, em seguida, lançou seu primeiro single "Risk It All", que entrou na parada finlandesa e chamou atenção do público no Curdistão iraquiano, onde o videoclipe foi gravado. 
Em 2014, ela gravou seu segundo clipe "Revolution" também na região, em plena Guerra no Iraque. Meses após seu lançamento, no fim de maio de 2015, "Revolution" acumulou mais de 1 milhão e 200 mil visualizações, e Luv deu entrevistas para todo mundo, desde a televisão israelense até o Channel 4, para falar da situação de seu povo, e de como ela começou a fazer música.
Seu terceiro single "Finally" foi lançado na semana do referendo de independência do Curdistão iraquiano em 2017, ano em que Helly abriu um conceituado salão de beleza em Erbil.
Em dezembro de 2018, Luv lançou o single "Guns & Roses", uma parceria com o rapper alemão-kosovar Ardian Bujupi. Em abril de 2019, ela se apresentou ao vivo no Festival das Cores de Erbil, evento anual organizado no Ankawa's Academy Park

## Discografia
| Ano  | Música                             | Álbum  |
| ---- | ---------------------------------- | ------ |
| 2013 | "Risk It All"                      | Single |
| 2015 | "Revolution"                       | Single |
| 2017 | "Finally"                          | Single |
| 2018 | "Guns & Roses" (com Ardian Bujupi) | Single |
| 2019 | "Boy Bye"                          | Single |
| 2020 | "Min Tu Navey"                     | Single |